# Jannik Steimle
Jannik Steimle (Weilheim an der Teck, 4 april 1996) is een Duits wielrenner die anno 2024 uitkomt voor Q36.5 Pro Cycling Team.

## Carrière
Als junior werd Steimle, samen met Marc Jurczyk, Laurin Winter en Max Singer, nationaal kampioen ploegenachtervolging. Drie dagen later werd hij met Jurczyk ook derde in de ploegkoers.
Op de weg won Steimle in 2016 de eendagswedstrijd Kroatië-Slovenië, door de Zwitser Patrick Schelling te verslaan in een sprint-à-deux.
Vanaf 1 augustus 2019 loopt Steimle stage bij de Belgische World Tour-formatie Deceuninck–Quick-Step. Hij wint direct het Kampioenschap van Vlaanderen.

## Baanwielrennen

### Palmares
| Jaar     | DK                               | EK       | WK       | Overig   |
| Junioren | Junioren                         | Junioren | Junioren | Junioren |
| -------- | -------------------------------- | -------- | -------- | -------- |
| 2014     | Ploegenachtervolging, Ploegkoers |          |          |          |

## Wegwielrennen

### Overwinningen
2016
Kroatië-Slovenië
2018
Jongerenklassement Paris-Arras Tour
2e etappe Kreiz Breizh Elites
Bergklassement Kreiz Breizh Elites
5e etappe Ronde van Zuid-Bohemen
Bergklassement Ronde van Zuid-Bohemen
2019
1e etappe deel A CCC Tour-Grody Piastowskie
4e etappe Flèche du Sud
1e etappe Ronde van Opper-Oostenrijk
Eindklassement Ronde van Opper-Oostenrijk
Proloog en 5e etappe Ronde van Oostenrijk
Textielprijs Vichte
Kampioenschap van Vlaanderen
2020
1e etappe B Ronde van Slowakije
Eindklassement Ronde van Slowakije
2021
2e etappe Ronde van Slowakije
2023
 Europees kampioenschap gemengde ploegenestafette, elite
2024
GP Denain
 Europees kampioenschap gemengde ploegentijdrit, elite

## Resultaten in voornaamste wedstrijden
| Jaar | Ronde van Italië | Ronde van Frankrijk | Ronde van Spanje |
| ---- | ---------------- | ------------------- | ---------------- |
| 2020 |                  |                     | 83e              |
| 2021 |                  |                     |                  |
| 2022 |                  |                     |                  |
| 2023 |                  |                     |                  |
| 2024 |                  |                     |                  |
| 2025 |                  |                     |                  |

| Jaar | Gent-Wevelgem | Ronde van Vlaanderen | Parijs-Roubaix | Amstel Gold Race | Parijs-Tours |  | WK op de weg |
| ---- | ------------- | -------------------- | -------------- | ---------------- | ------------ |  | ------------ |
| 2020 |               |                      |                |                  |              |  |              |
| 2021 |               |                      |                |                  |              |  |              |
| 2022 |               | 46e                  | 57e            | 43e              |              |  | 72e          |
| 2023 |               |                      |                | opgave           |              |  | opgave       |
| 2024 |               | 34e                  | 33e            |                  | 111e         |  |              |
| 2025 | 85e           | 96e                  | opgave         |                  |              |  |              |

## Ploegen
- 2016 –  Team Felbermayr Simplon Wels
- 2017 –  Team Felbermayr Simplon Wels
- 2018 –  Team Vorarlberg Santic
- 2019 –  Team Vorarlberg Santic
- 2019 –  Deceuninck–Quick-Step (vanaf 01-08)
- 2020 –  Deceuninck–Quick-Step
- 2021 –  Deceuninck–Quick-Step
- 2022 –  Quick Step-Alpha Vinyl
- 2023 –  Soudal-Quick Step
- 2024 –  Q36.5 Pro Cycling Team
- 2025 –  Q36.5 Pro Cycling Team

Amann · Badilatti · Bosch · Friesecke · Geismayr · Hammerle · Hirschbichler · Jäger · L. Meiler · M. Meiler · Orrico · Rüegg · Schelling · Stallaert · Steimle · Thalmann
Alaphilippe · Asgreen · Capecchi · Cavagna · Declercq · Devenyns · Evenepoel   · Gilbert · Hodeg · Honoré · Jakobsen · Jungels · Keisse · Knox · Lampaert · Martinelli · Mas · Mørkøv · Richeze · Sabatini · Sénéchal · Serry · Štybar · Vakoč · Viviani 
Alaphilippe  · Almeida · Archbold · Asgreen · Bagioli · Ballerini · Bennett · Cattaneo · Cavagna · Declercq · Devenyns · Evenepoel   · Garrison · Hodeg · Honoré · Jakobsen · Jungels · Keisse · Knox · Lampaert · Masnada · Mørkøv · Sénéchal · Serry · Steels · Steimle · Štybar · Van Lerberghe · Quinn (stagiair) · Vansevenant (stagiair)
Alaphilippe  · Almeida · Archbold · Asgreen · Bagioli · Ballerini · Bennett · Cattaneo · Cavagna · Cavendish · Černý · Declercq · Devenyns · Evenepoel · Garrison · Hodeg · Honoré · Jakobsen · Keisse · Knox · Lampaert · Masnada · Mørkøv · Sénéchal · Serry · Steels · Steimle · Štybar · Van Lerberghe · Vansevenant · Osborne (stagiair) · Van Tricht (stagiair)
Alaphilippe  · Asgreen · Bagioli · Ballerini · Cattaneo · Cavagna · Cavendish · Černý · Declercq · Devenyns · Evenepoel  · Honoré · Jakobsen  · Keisse · Knox · Lampaert · Masnada · Mørkøv · Schmid · Sénéchal · Serry · Steels · Steimle · Štybar · Svrček (vanaf 1/7) · Van Lerberghe · Van Tricht · Van Wilder · Vansevenant · Vernon · Vervaeke · Raccani (stagiair)
Alaphilippe · Asgreen · Bagioli · Ballerini · Cattaneo · Cavagna · Černý · Declercq · Devenyns · Evenepoel    · Hirt · Jakobsen  · Knox · Lampaert · Masnada · Merlier · Mørkøv · Pedersen · Schmid · Sénéchal · Serry · Steimle · Svrček · Van Lerberghe · Van Tricht · Van Wilder · Vansevenant · Vernon · Vervaeke
Abreha · Azparren · Badilatti · Brambilla · Calzoni · Camprubi · Christen · Colombo (vanaf 1/8) · Conca · de la Cruz · Devriendt · Donovan · Fancellu · Frison · Hagen · Howson · Ludvigsson · Małecki · Monk · Moschetti · Nizzolo · Parisini · Rosskopf · Sajnok · Steimle · Townsend · Whelan · Zukowsky · Krijnsen (stagiair) · Sommer (stagiair)